# Manuel Franklin da Costa
Manuel Franklin da Costa (* 31. August 1921 in Cabinda, Angola; † 17. Juli 2003) war ein angolanischer Geistlicher und römisch-katholischer Erzbischof von Lubango.

## Leben
Manuel Franklin da Costa empfing am 25. Januar 1948 das Sakrament der Priesterweihe.
Am 10. August 1975 ernannte ihn Papst Paul VI. zum ersten Bischof des mit gleichem Datum errichteten Henrique de Carvalho. Der Apostolische Nuntius in Angola, Erzbischof Giovanni De Andrea, spendete ihm am 14. September desselben Jahres die Bischofsweihe; Mitkonsekratoren waren der Erzbischof von Luanda, Manuel Nunes Gabriel, und dessen Koadjutor, Erzbischof Eduardo André Muaca.
Bereits am 3. Februar 1977 wurde er zum Erzbischof von Huambo ernannt.
Papst Johannes Paul II. ernannte ihn am 12. September 1986 zum Erzbischof von Lubango. Seinen altersbedingten Rücktritt nahm der Papst am 15. Januar 1997 an.